# Bagualosaurus agudoensis
Bagualosaurus agudoensis („ještěr z Bagualo“) byl druh vývojově primitivního sauropodomorfního dinosaura, formálně popsaného v roce 2018 ze sedimentů geologického souvrství Santa Maria (sekvence Candelária) na území současné Brazílie. Stáří vrstev, ve kterých byly fosilie tohoto dinosaura objeveny, činí asi 233 milionů let (věk carn, počátek svrchního triasu).

## Popis
Tento menší sauropodomorf dosahoval celkové délky asi 2,5 metru. Podle stavby a tvaru zubů byl převážně býložravou formou, na rozdíl od některých jiných primitivních sauropodomorfů. Denticí se podobal například geologicky mladším rodům Pantydraco, Efraasia a Plateosaurus z období geologického věku nor, postkraniální kostrou byl ale podobnější starším formám sauropodomorfů (např. rodu Panphagia či Chromogisaurus).
Jedná se o jednoho z prvních relativně velkých „raných“ sauropodomorfů. Tento sauropodomorf je vývojově vyspělejší než mnohé dosud objevené příbuzné rody, jako je Saturnalia, ačkoliv pochází ze stejně starých geologických sedimentů (stáří asi 233 až 225 milionů let).